# Брдовец
Брдовец је насељено место и седиште општине у Загребачкој жупанији, Хрватска. До територијалне реорганизације у Хрватској налазио се у саставу бивше велике општине Запрешић.

## Становништво
На попису становништва 2011. године, општина Брдовец је имала 11.134 становника, од чега у самом Брдовцу 2.801.

## Попис1991.
На попису становништва 1991. године, насељено место Брдовец је имало 1.901 становника, следећег националног састава:
| Попис 1991.‍   | Попис 1991.‍  | Попис 1991.‍ | Попис 1991.‍ | Попис 1991.‍ |
| ------------- | ------------ | ----------- | ----------- | ----------- |
|               |              |             |             |             |
| Хрвати        | Хрвати       |             | 1.773       | 93,26%      |
| Словенци      | Словенци     |             | 21          | 1,10%       |
| Југословени   | Југословени  |             | 14          | 0,73%       |
| Срби          | Срби         |             | 13          | 0,68%       |
| Албанци       | Албанци      |             | 8           | 0,42%       |
| Муслимани     | Муслимани    |             | 2           | 0,10%       |
| Немци         | Немци        |             | 2           | 0,10%       |
| Мађари        | Мађари       |             | 1           | 0,05%       |
| Македонци     | Македонци    |             | 1           | 0,05%       |
| Русини        | Русини       |             | 1           | 0,05%       |
| неопредељени  | неопредељени |             | 22          | 1,15%       |
| непознато     | непознато    |             | 43          | 2,26%       |
| укупно: 1.901 |              |             |             |             |